# 9.º distrito congresional de Wisconsin
El 9.º distrito congresional de Wisconsin era un distrito congresional de la Cámara de Representantes de los Estados Unidos en Wisconsin. Fue creado después del censo de 1870 junto con el distrito 8 y se disolvió después del censo de 2000.

## Historia
De 1965 a 2003, el distrito incluyó la mayor parte de los suburbios del oeste y noroeste de Milwaukee. En su configuración final, contenía todos los condados de Washington y Ozaukee, la mayoría de los condados de Dodge y Jefferson, las mitades norte y oeste del condado de Waukesha y las partes del este del condado de Sheboygan, incluida la ciudad misma. Por lo general, era el distrito más republicano del estado, votando del 63% al 34% por George Bush sobre Al Gore en las elecciones de 2000. Sin embargo, el distrito también fue el más largo del estado (así como el último) en estar representado por un miembro del Partido Progresista de Wisconsin, cuando el partido surgió brevemente para dominar la política de Wisconsin durante la década de 1930, siendo representado por Merlin Hull durante doce años hasta 1947, cuando se pasó al Partido Republicano. En ese momento, el distrito cubría gran parte del extremo occidental del estado.

## Otras fuentes
- Martis, Kenneth C. (1989). The Historical Atlas of Political Parties in the United States Congress. New York: Macmillan Publishing Company.
- Martis, Kenneth C. (1982). The Historical Atlas of United States Congressional Districts. New York: Macmillan Publishing Company.